# Сальваторе Тодаро
Сальваторе Бруно То́даро (італ. Salvatore Bruno Todaro, 16 вересня 1908, Мессіна - 14 грудня 1942, Галіт) — італійський військовик, учасник Другої світової війни, нагороджений Золотою медаллю «За військову доблесть».

## Біографія
Сальваторе Тодаро народився 16 вересня 1908 року в Мессіні, але незабаром сім'я переїхала у Кіоджу, де й пройшло його дитинство. У 1923 році вступив до Військово-морської академії в Ліворно, яку закінчив у 1927 році у званні гардемарина. Наступного року отримав звання молодшого лейтенанта. Пройшов курс перепідготовки у Військово-морській академії та курс аеророзвідки в Таранто і у 1931 році був призначений у 187-му ескадрилью, що базувалась в Ельмасі.
У 1933 році одружився з Ріною Анікіні (італ. Rina Anichini). У шлюбі народилось двоє дітей: Джан Луїджі та Граціелла Маріна.
Того ж року отримав звання лейтенанта.
27 квітня 1933 року брав участь у тренуванні зі скидання торпеди з літака. Після скидання торпеди літак Savoia-Marchetti S.55 зазнав аварії. Сальваторе Тодаро отримав перелом хребта, внаслідок чого змушений був припинити польоти, а також носити корсет до  кінця життя.
Після служби в Повітряних силах Тірренського моря 1 жовтня 1934 року Сальваторе Тодаро повернувся на флот. 4 жовтня 1935 року був призначений у 146-ту ескадрилью гідролітаків, яка базувалась на Сардинії. З 27 квітня 1936 року був помічником капітана на борту підводного човна «Маркантоніо Колонна», з 14 грудня того ж року - помічником капітана на борту підводного човна «Де Женей». У 1937 році призначений командиром підводного човна «H4», на борту якого брав учать в операціях італійського флоту під час громадянської війни в Іспанії.
Протягом 1937-1939 років командував підводним човном «Макалле», протягом 1939-1940 років - підводним човном «Джалеа».

### Друга світова війна
У 1940 році Сальваторе Тодаро отримав звання капітана III рангу. З квітня командував підводним човном «Лучано Манара», на борту якого здійснив 3 походи.
З 26 вересня став командиром підводного човна «Команданте Каппелліні». У листопаді човен був перебазований на Атлантичну базу італійського флоту BETASOM в Бордо, де взяв участь в битві за Атлантику. На борту човна він здійснив два походи.

### Перший похід «Команданте Каппелліні»
Під час першого походу 16 жовтня 1940 року «Команданте Каппелліні» помітив бельгійський пароплав «Кабало», що перевозив запчастини до літаків. Італійці випустили по ньому три торпеди, але не влучили в ціль. Після цього вони потопили корабель вогнем палубної гармати.  Після потоплення корабля Сальваторе Тодаро підібрав 26 вцілілих моряків, взявши їхню шлюпку на буксир. Коли через декілька днів шлюпка була пошкоджена і почала тонути, він наказав взяти бельгійських моряків на борт човна і доставив їх на Азорські острови, де висадив на нейтральній території. На здивування бельгійського офіцера Жоржа Фогельса з приводу такого гуманізму Тодаро відповів: 
|  | Я такий же моряк, як і Ви. Впевнений, що на моєму місці Ви вчинили би так само Оригінальний текст (італ.) Sono un uomo di mare come lei. Sono convinto che al mio posto lei avrebbe fatto come me |

Проте така поведінка не була оцінена командувачем німецького підводного флоту Карлом Деніцем, який серйозно критикував Тодаро за цей вчинок, вважаючи, що на війні не місце гуманізму. На це Тодаро дав відповідь, яка стала знаменитою: 
|  | Інші не мають, на відміну від мене, дві тисячі років цивілізації за плечима Оригінальний текст (італ.) Gli altri non hanno, come me, duemila anni di civiltà sulle spalle |

За потоплення «Кабало» Сальваторе Тодаро був нагороджений бронзовою медаллю «За військову доблесть».

### Другий похід «Команданте Каппелліні»
22 грудня 1940 року Сальваторе Тодаро вирушив у другий атлантичний похід на борту «Команданте Каппелліні». 5 січня 1941 року, перебуваючи між Канарськими островами та африканським узбережжям, човен вогнем своєї гармати потопив британський пароплав «Шекспір». Незважаючи на те, що під час бою загинув один з італійських моряків, Тодаро підібрав 22 вцілілих британських моряків (деякі з них були важко поранені) і доставив їх до Кабо-Верде.
Продовжуючи похід, 14 січня поблизу Фрітауна (Сьєрра-Леоне) «Команданте Каппелліні» потопив британський пароплав «Евмей». Проте італійський підводний човен був атакований британським літаком і зазнав серйозних пошкоджень. Під час бою 9 італійських моряків були поранені, а лейтенант Даніло Степович загинув. Сальваторе Тодаро зумів довести «Команданте Каппелліні» до іспанського порту на Гран-Канарії, де поранені були висаджені на берег, а човен відремонтований. 23 січня човен прибув до Бордо.
За цей похід Сальваторе Тодаро був нагороджений срібною медаллю «За військову доблесть».
Надалі він здійснив ще два походи на «Команданте Каппелліні», але результатів не досяг.

### Служба у флотилії MAS і загибель
Восени 1941 року Сальваторе Тодаро за власним бажанням перевівся до складу 10-ї флотилії MAS, де займався підготовкою нових екіпажів. У 1942 році у складі 4-ї флотилії MAS, де брав участь в облозі Севастополя. За це він був нагороджений це однією срібною медаллю «За військову доблесть».
У листопаді 1942 року Сальваторе Тодаро був переведений на базу флоту на острові Галіт, де займався плануванням атак на порт Бон. 13 грудня загинув під час атаки британського літака Supermarine Spitfire.
Посмертно був нагороджений золотою медаллю «За військову доблесть».
Похований на цвинтарі «Cimitero della Purificazione» в Ліворно.

## Вшанування
На честь Сальваторе Тодаро були названі два кораблі ВМС Італії:
- корвет «Salvatore Todaro (F 550)» типу «П'єтро де Крістофаро», який перебував на службі  протягом 1964-1994 років;
- підводний човен «Salvatore Todaro (S 526)» однойменного типу, збудований у  2006 році

## У мистецтві
У 1954 році вийшов фільм «Велика надія» (італ. La grande speranza) режисера Дуіліо Колетті, присвячений одному з походів підводного човна «Команданте Каппелліні» у 1940 році.  Роль Сальваторе Тодаро зіграв Ренато Бальдіні (італ. Renato Baldini).
У 2023 році вийшов фільм «Команданте» режисера Едоардо Де Анджеліса, присвячений атаці «Команданте Каппелліні» пароплава «Кабало» і порятунку бельгійських моряків. Роль Сальваторе Тодаро зіграв П'єрфранческо Фавіно.

## Нагороди

### Італійські
- Золота медаль «За військову доблесть»
- Срібна медаль «За військову доблесть» (нагороджений тричі)
- Бронзова медаль «За військову доблесть» (нагороджений двічі)
- Хрест «За військові заслуги» (нагороджений тричі)
- Офіцер Ордена Корони Італії

### Іноземні
- Залізний Хрест